# Parafia Matki Bożej Miłosierdzia w Podlipkach
Parafia pw. Matki Bożej Miłosierdzia w Podlipkach – rzymskokatolicka parafia administracyjnie należąca do dekanatu Krynki, archidiecezji białostockiej, metropolii białostockiej.

## Obszar parafii
W granicach parafii znajdują się miejscowości:

- Borki,
- Borsukowizna,
- Górany,
- Nowa Grzybowszczyzna,
- Stara Grzybowszczyzna,
- Leszczany,
- Lipowy Most,
- Nietupa,
- Ostrów Nowy,
- Podlipki,
- Sosnowik,
- Szaciły
- Nowa Świdziałówka